# Włochy na zimowych igrzyskach olimpijskich
Włochy na zimowych igrzyskach olimpijskich – występy reprezentacji Włoch na zimowych igrzyskach olimpijskich.
Reprezentanci Włoch startują w zimowych igrzyskach olimpijskich od ich pierwszej edycji, igrzysk w Chamonix w 1924 roku, do 2018 roku wystąpili we wszystkich edycjach. W czterech pierwszych startach nie zdobyli żadnego medalu olimpijskiego. Pierwszym włoskim medalistą, na dodatek złotym, był skeletonista Nino Bibbia, który na igrzyskach w Sankt Moritz w 1948 roku został mistrzem olimpijskim w ślizgu mężczyzn. Od tego czasu Włosi z każdych kolejnych zimowych igrzysk przywożą co najmniej jeden medal olimpijski. Najwięcej medali podczas jednej edycji igrzysk zdobyli w 1994 roku na igrzyskach w Lillehammer – 20 (7 złotych, 5 srebrnych i 8 brązowych).
W dwudziestu trzech startach olimpijskich Włosi zdobyli łącznie 125 medali – 40 złotych, 36 srebrnych i 49 brązowych, co daje im 12. miejsce w tabeli wszech czasów. Zaprezentowali się we wszystkich dyscyplinach olimpijskich, a medale zdobyli we wszystkich sportach poza curlingiem, hokejem na lodzie, narciarstwem dowolnym i skokami narciarskimi. Najwięcej medali wywalczyli w biegach narciarskich – 35, natomiast najwięcej złotych medali w narciarstwie alpejskim – 14.
Najwięcej medali spośród reprezentantów Włoch na zimowych igrzyskach zdobyła biegaczka narciarska Stefania Belmondo – w jej dorobku jest 10 medali (2 złote, 3 srebrne i 5 brązowych). Najwięcej złotych medali – po 3 – zdobyli natomiast alpejczycy Alberto Tomba i Deborah Compagnoni.
Najliczniejsza reprezentacja Włoch wystąpiła na igrzyskach w Turynie w 2006 roku, kiedy to liczyła 179 sportowców – 106 mężczyzn i 73 kobiety.
Włochy były dwukrotnie gospodarzem zimowych igrzysk olimpijskich: w 1956 roku w Cortinie d’Ampezzo oraz w 2006 roku w Turynie.

## Występy na poszczególnych igrzyskach
| Igrzyska                    | Rozmiar reprezentacji | Rozmiar reprezentacji | Rozmiar reprezentacji | Rozmiar reprezentacji | Zdobyte medale | Zdobyte medale | Zdobyte medale | Zdobyte medale | Źr.    |
| Igrzyska                    | mężczyźni             | kobiety               | razem                 | dyscypliny            | złote          | srebrne        | brązowe        | razem          | Źr.    |
| --------------------------- | --------------------- | --------------------- | --------------------- | --------------------- | -------------- | -------------- | -------------- | -------------- | ------ |
| Chamonix 1924               | 23                    | –                     | 23                    | 4                     | –              | –              | –              | –              | [ 11 ] |
| Sankt Moritz 1928           | 13                    | –                     | 13                    | 5                     | –              | –              | –              | –              | [ 12 ] |
| Lake Placid 1932            | 12                    | –                     | 12                    | 4                     | –              | –              | –              | –              | [ 13 ] |
| Garmisch-Partenkirchen 1936 | 35                    | 5                     | 40                    | 7                     | –              | –              | –              | –              | [ 14 ] |
| Sankt Moritz 1948           | 51                    | 3                     | 54                    | 9                     | 1              | –              | –              | 1              | [ 15 ] |
| Oslo 1952                   | 28                    | 5                     | 33                    | 6                     | 1              | –              | 1              | 2              | [ 16 ] |
| Cortina d’Ampezzo 1956      | 53                    | 12                    | 65                    | 8                     | 1              | 2              | –              | 3              | [ 17 ] |
| Squaw Valley 1960           | 21                    | 7                     | 28                    | 6                     | –              | –              | 1              | 1              | [ 18 ] |
| Innsbruck 1964              | 53                    | 8                     | 61                    | 9                     | –              | 1              | 3              | 4              | [ 19 ] |
| Grenoble 1968               | 39                    | 8                     | 47                    | 8                     | 4              | –              | –              | 4              | [ 20 ] |
| Sapporo 1972                | 41                    | 3                     | 44                    | 9                     | 2              | 2              | 1              | 5              | [ 21 ] |
| Innsbruck 1976              | 47                    | 11                    | 58                    | 9                     | 1              | 2              | 1              | 4              | [ 22 ] |
| Lake Placid 1980            | 34                    | 12                    | 46                    | 8                     | –              | 2              | –              | 2              | [ 23 ] |
| Sarajewo 1984               | 59                    | 15                    | 74                    | 9                     | 2              | –              | –              | 2              | [ 24 ] |
| Calgary 1988                | 42                    | 16                    | 58                    | 8                     | 2              | 1              | 2              | 5              | [ 25 ] |
| Albertville 1992            | 79                    | 28                    | 107                   | 11                    | 4              | 6              | 4              | 14             | [ 26 ] |
| Lillehammer 1994            | 78                    | 26                    | 104                   | 11                    | 7              | 5              | 8              | 20             | [ 27 ] |
| Nagano 1998                 | 79                    | 34                    | 113                   | 13                    | 2              | 6              | 2              | 10             | [ 28 ] |
| Salt Lake City 2002         | 63                    | 46                    | 109                   | 12                    | 4              | 4              | 5              | 13             | [ 29 ] |
| Turyn 2006                  | 106                   | 73                    | 179                   | 15                    | 5              | –              | 6              | 11             | [ 30 ] |
| Vancouver 2010              | 69                    | 40                    | 109                   | 13                    | 1              | 1              | 3              | 5              | [ 31 ] |
| Soczi 2014                  | 67                    | 43                    | 110                   | 13                    | –              | 2              | 6              | 8              | [ 32 ] |
| Pjongczang 2018             | 71                    | 45                    | 116                   | 14                    | 3              | 2              | 5              | 10             | [ 33 ] |

## Medale według dyscyplin
| Dyscyplina            | Złote | Srebrne | Brązowe | Razem |
| --------------------- | ----- | ------- | ------- | ----- |
| Biathlon              | –     | 1       | 6       | 7     |
| Biegi narciarskie     | 9     | 13      | 13      | 35    |
| Bobsleje              | 4     | 4       | 4       | 12    |
| Curling               | –     | –       | –       | 0     |
| Hokej na lodzie       | –     | –       | –       | 0     |
| Kombinacja norweska   | –     | –       | 1       | 1     |
| Łyżwiarstwo figurowe  | –     | –       | 2       | 2     |
| Łyżwiarstwo szybkie   | 2     | –       | 2       | 4     |
| Narciarstwo alpejskie | 14    | 9       | 9       | 32    |
| Narciarstwo dowolne   | –     | –       | –       | 0     |
| Saneczkarstwo         | 7     | 4       | 6       | 17    |
| Short track           | 2     | 4       | 5       | 11    |
| Skeleton              | 1     | –       | –       | 1     |
| Skoki narciarskie     | –     | –       | –       | 0     |
| Snowboarding          | 1     | 1       | 1       | 3     |

## Klasyfikacja medalistów
W tabeli przedstawiono dziesięcioro najbardziej utytułowanych włoskich sportowców na zimowych igrzyskach olimpijskich. Tabelę uszeregowano według największych zdobyczy złotych, a następnie srebrnych i brązowych medali. W przypadku, gdy dwoje sportowców zdobyło tę samą liczbę medali wszystkich kolorów, kolejność ustalono według roku zdobycia pierwszego medalu olimpijskiego.
| Miejsce | Zawodnik           | Dyscyplina            | Lata      | Złoto | Srebro | Brąz | Razem |
| ------- | ------------------ | --------------------- | --------- | ----- | ------ | ---- | ----- |
| 1.      | Alberto Tomba      | narciarstwo alpejskie | 1988–1994 | 3     | 2      | –    | 5     |
| 2.      | Deborah Compagnoni | narciarstwo alpejskie | 1992–1998 | 3     | 1      | –    | 4     |
| 3.      | Stefania Belmondo  | biegi narciarskie     | 1992–2002 | 2     | 3      | 5    | 10    |
| 4.      | Manuela Di Centa   | biegi narciarskie     | 1992–1998 | 2     | 2      | 3    | 7     |
| 5.      | Eugenio Monti      | bobsleje              | 1956–1968 | 2     | 2      | 2    | 6     |
| 6.      | Armin Zöggeler     | saneczkarstwo         | 1994–2014 | 2     | 1      | 3    | 6     |
| 7.      | Paul Hildgartner   | saneczkarstwo         | 1972–1984 | 2     | 1      | –    | 3     |
| 7.      | Giorgio Di Centa   | biegi narciarskie     | 2002–2006 | 2     | 1      | –    | 3     |
| 9.      | Enrico Fabris      | łyżwiarstwo szybkie   | 2006      | 2     | –      | 1    | 3     |
| 10.     | Luciano De Paolis  | bobsleje              | 1968      | 2     | –      | –    | 2     |